# Seznam zhudebnění Stabat Mater

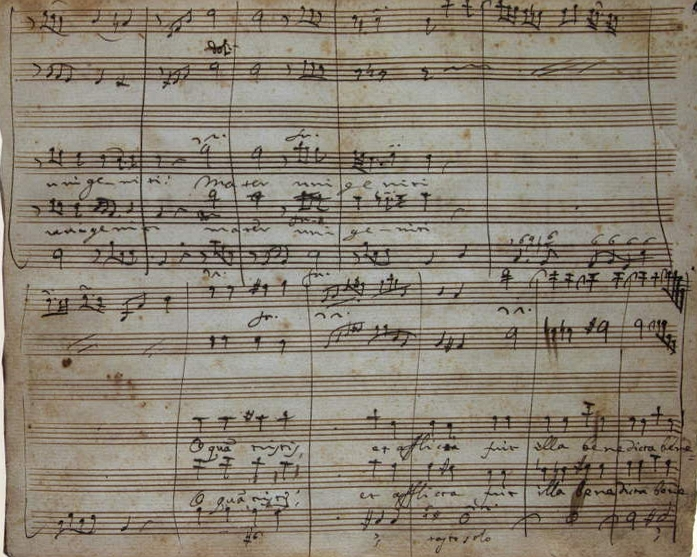
Autograf 3. části Stabat mater Giovanniho Battisty Pergolesiho, (O quam tristis)

Latinský veršovaný hymnus Stabat Mater ze 13. století byl v dějinách hudby mnohokrát zhudebněn skladateli klasické hudby. 
V některých případech byla použita jen část textu, upravená pro různé příležitosti použití skladby, či podle potřeb skladatele. Často se jednalo o zdůraznění některých témat: útěcha, žal, zármutek, nářek apod. Například Antonín Dvořák své Stabat Mater zkomponoval v nejtragičtějším období svého života v reakci na bolest, kdy postupně zemřely tři z jeho dětí.
Autorem gregoriánského chorálu ve středověku byl Josquin Desprez, první vícehlasé zpracování je od Giovanniho Pierlugioho da Palestrina z 15., resp. 16. století.
Mnoho dalších skladatelů zhudebnilo text, v roce 2007 jich bylo více než 600. Některá zpracování Stabat Mater jsou dodnes často uváděna, zejména pak v období Velikonoc.  

## Seznam
Následuje seznam skladatelů s poznámkami, řazený podle roku dokončení skladby:
- Josquin Desprez jako moteto (1480)
- Orlando di Lasso pro mužský sbor (1585)
- Giovanni Pierluigi da Palestrina pro dva smíšené sbory (asi 1590)
- Giovanni Felice Sances jako sólové moteto (1643): Stabat Mater
- Marc-Antoine Charpentier (1680)
- Emanuele d'Astorga pro sóla, sbor, orchestr a varhany (1707)
- Domenico Scarlatti pro 10hlasý sbor a basso continuo (1715)
- Alessandro Scarlatti pro soprán, alt a basso continuo (1723)
- Antonio Caldara pro sóla, sbor, smyčce a dva pozouny (± 1725)
- Antonio Vivaldi, Stabat Mater pro alt, smyčce a basso continuo (± 1727)
- Agostino Steffani pro sóla, sbor, smyčce a varhany (1727)
- Giovanni Battista Pergolesi pro alt, soprán, smyčce a basso continuo (1736): Stabat Mater (Pergolesi)
- Placidus von Camerloher (1718–1782) pro sóla, sbor a smyčcový orchestr (komorní orchestr s trubkami?)
- František Ignác Antonín Tůma, Stabat Mater pro čtyři sólisty (SATB), smíšený sbor a basso continuo, kolem roku 1750
- Domenico Gallo, Stabat Mater, kolem roku 1750
- Tommaso Traetta Stabat Mater (1750)
- Giovanni Benedetto Platti (18. století)
- Kurfiřt Maxmilián III. Josef Bavorský pro sóla, sbor a orchestr (1766)
- Joseph Haydn pro sóla, sbor a orchestr (1767)
- Jakub Jan Ryba jednou na latinský text a dvakrát na český text. Druhá česká verze vznikla v roce 1790, je jedním z prvních větších Rybových děl a uvádí se pod názvem Stabat Mater aneb Stála Matka litující.
- Franz Ignaz Beck pro alt, soprán, baryton, sbor a orchestr (1782)
- Luigi Boccherini pro soprán a smyčce / alt, tenor a smyčce (1781/1800)
- Carl Joseph Rodewald pro 2 soprány a orchestr (1799)
- Franz Schubert pro sóla, sbor a orchestr (1815)
- Friedrich Theodor Fröhlich, Stabat Mater (německy, 1829)
- Gioacchino Rossini, Stabat Mater pro sólové kvarteto, sbor a orchestr (1832/42)
- Peter Cornelius pro sóla, sbor a orchestr (1849)
- Ferenc Liszt pro sóla, sbor a orchestr (jako část oratoria Christus, 1862–1866)
- Louis Théodore Gouvy op. 65, pro sóla, sbor a orchestr (1875)
- Josef Gabriel Rheinberger c moll op. 16 pro soprán, tenor, bas, sbor a orchestr (1864) a g moll op. 138 pro sbor, smyčce (ad lib.) a varhany (1884)
- Antonín Dvořák, Stabat Mater, op. 58, pro sólové kvarteto, sbor, varhany a orchestr (1877)
- Franz Wüllner op. 45 pro 8hlasý smíšený sbor
- Laura Netzelová op. 45, pro soprán, mezzosoprán, alt, tenor, bas, smíšený sbor a varhany (1890)
- Giuseppe Verdi (jako část cyklu Quattro pezzi sacri) pro sbor a orchestr (1898)
- Lorenzo Perosi pro čtyři hlasy (1902)
- Karol Szymanowski op. 53, pro tři sólové hlasy, sbor a orchestr (1925/1926)[1]
- Johann Nepomuk David pro šestihlasý smíšený sbor a cappella (SSATBB) (1927)
- Albert de Klerk pro soprán, tenor, smíšený sbor a orchestr (1944)
- Francis Poulenc, Staba Mater pro soprán, sbor a orchestr (1950/51)
- Zoltán Kodály pro smíšený sbor (1898, rev. 1962)
- Krzysztof Penderecki pro 3 smíšené sbory (SATB) a cappella (1962)
- Vincent Persichetti pro sbor a orchestr, op. 92 (1963)
- Frank Martin pro soprán, housle a orchestr (1967)
- Henryk Mikołaj Górecki pro orchestr se sopránem a sbor (1971)
- Poul Ruders pro chlapecký soprán, rozladěný klavír, varhany, bicí a smíšený sbor (1975)
- Arvo Pärt, Stabat Mater pro soprán, alt, tenor a smyčcové trio (1985)
- Knut Nystedt pro smíšený sbor a sólové violoncello (1986)
- Sómei Sató pro soprán a smíšený sbor (1987)
- David Aladžjan pro sopránové sólo a čtyřhlasý ženský sbor (1989)
- Vytautas Barkauskas pro smíšený sbor (1990)
- Klaus Miehling pro soprán a smyčcové sexteto op. 39 (1992), přepracováno pro soprán a varhany op. 39a (2009)
- Walter Steffens pro 9hlasý ženský sbor (1993)
- Manfred Niehaus pro tři smíšené nebo stejné hlasy a cappella, sólově nebo sborově (1994)
- Lutz-Werner Hesse pro sopránové a altové sólo, smíš. sbor, altový saxofon, bicí a varhany op. 28 (1997/98)
- Javier Busto pro smíšený sbor (1998)
- Jaakko Mäntyjärvi pro smíšený sbor a smyčce (1998)
- Wolfgang Rihm pro mezzosoprán, alt, smyčce a harfu (2000)
- Salvador Brotons pro sóla, sbor a orchestr (2000)
- Markus Höring pro ženský sbor a cappella (2002)
- Christophe Looten, op. 64, pro čtyři hlasy a cappella (2004)
- Bruno Coulais pro 2 ženské a 2 mužské hlasy, sbor, housle, klavír, kytaru, smyčcové kvarteto a bicí (2005)
- Christo Canov (2006 a 2007)
- Karl Jenkins: Stabat Mater (Jenkins) (2008)
- Martin Lutz (pro sóla, sbor a orchestr. Premiéra 28. října 2011 v katedrále v dánském Haderslevu)
- Oddvar Lönner (pro sóla, sbor a orchestr. Premiéra 1. prosince 2012 v evangelickém kostele ve Vídeňském Novém Městě v Rakousku)
- Vladimir Romanov pro soprán, housle, sbor a orchestr (2013)
- Valentina Shuklina, Stabat Mater, 2014
- Felix Bräuer (pro bas-sólo a smyčce); 2015/2016
- Margarete Sorg-Roseová pro čtyřhlasý smíšený sbor a anglický roh (2018)
- Karel Procházka se sborem Chorus Carolinus uvedl obnovenou premiéru Stabat Mater v G Jana Karla Loose (1722–1772) a též vlastní verzi v D (2025), mj. vedle kratší verze Stála Matka (2023)